# Orbán Balázs emlékezete

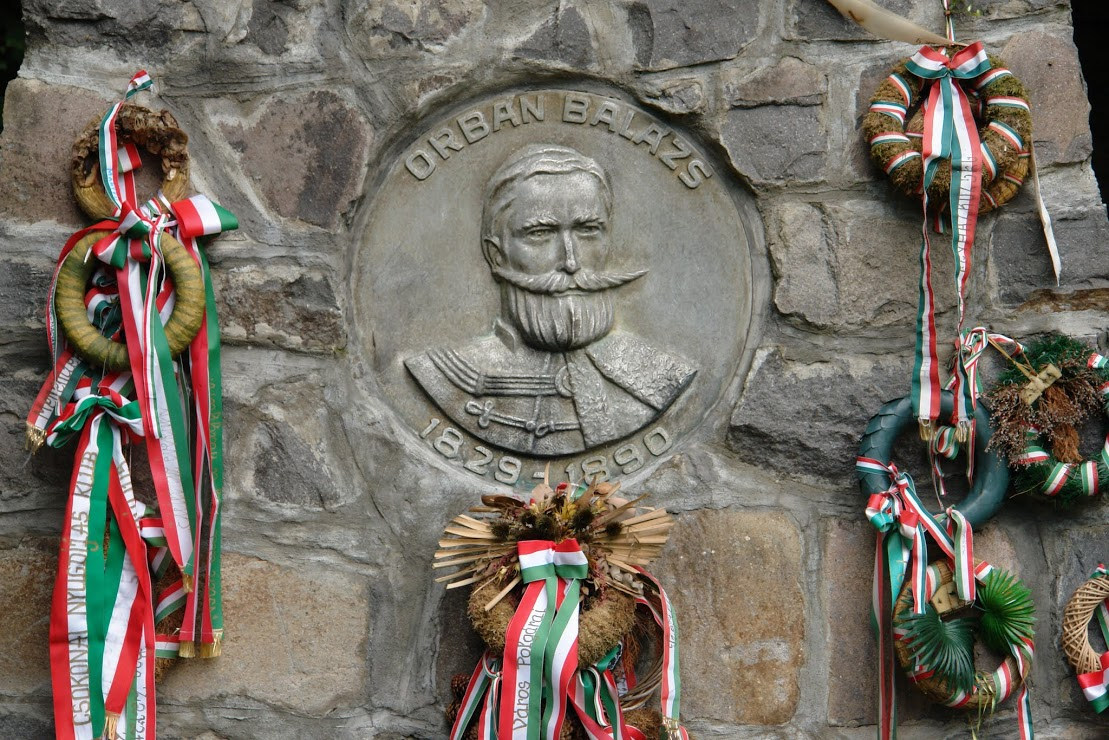
Orbán Balázs emlékmű-részlet, Szejkefürdőn

Orbán Balázs emlékezete – A tudós, néprajzi és földrajzi író (1829–1890) élete bővelkedett olyan fordulatokban, amelyek nem engedték lankadni az érdeklődést tettei iránt. 1849-ben szabadcsapatot szervezett Konstantinápolyban a magyar szabadságharc megsegítésére. A világosi fegyverletétel után francia forradalmárok körében élt Jersey, majd Guernesey szigetén, jó barátságba került Victor Hugóval, aki áradozva nyilatkozott a nyakas székely forradalmárról. 1859-es hazatérése után függetlenségi programmal országgyűlési képviselő, a budapesti parlament szélsőbaloldalán foglalt helyet. A demokrácia, a liberalizmus, a humanizmus és a béke elveiért szállt síkra beszédeiben, egyazon szenvedéllyel védelmezve székely szülőföldje érdekeit, vagy ha úgy adódott, a naszódi románság iskolaalapját. E színes életrajzhoz illett az a korabeli legenda, hogy halálakor íróasztala kettéhasadt.
Az idő teltével azonban csak a legendák maradtak meg alakja körül. Munkái, a hatkötetes A Székelyföld leírása történelmi, régészeti, természetrajzi s népismei szempontból (1868-73) vagy a szintén hatkötetes Utazás Keleten (1861) ritkán került le a könyvespolcokról. Orbán Balázs, aki szűkebb pátriáját mindig egyetemes magyar szemmel, sőt a nagyvilághoz mérve szemlélte, mindinkább helyi, udvarhelyi hagyománnyá vált.

## Az első világháború után
Elsősorban udvarhelyi esemény volt, amikor a családi kripta összeomlása után koporsóját 1921-ben földbe helyezték a Székelyudvarhely melletti Szejkefürdőn (Székely Közélet, 1921/26), amely valamikor családi birtoka volt, s amelyet közcélokra hagyományozott. Ki volt Orbán Balázs? címmel a székelység jeles költője, Tompa László 1929-ben verssel köszöntötte születésének centenáriumát. "S tekintsük: mint élt! Külországot jár, / Hogy benn tanítsa, amit künn tanult! / Majd fénylő múltról szól borús jelennek, / Oh, biztatónk már sokszor volt a múlt! / Holt regéi sok völgyünknek, hegyünknek / Az ő szaván át megelevenülnek" – így szól a vers, a kisebbségivé vált erdélyi magyarság életérzését fejezve ki. A megtartó történelmi emlékezet idézéséhez a romantikus alkatú, a népszolgálatot minden egyéb elé rendelő Orbán Balázs alkalmas szövetségesnek bizonyult az élők számára.
Már az 1920-as évek elején megelevenedett alakja Bíró Lajos (1921), P. Szentmártoni Kálmán (1922) és Bányai János (1925) írásaiban, de igazából születésének centenáriuma fordította feléje az erdélyi magyar közvélemény figyelmét. Az EME által rendezett ünnepségen Sándor József mondott emlékbeszédet, amelynek záró mondataiban példaként idézte A Székelyföld leírása szerzője végrendeletének egy passzusát: "... egész életem küzdelem volt a jóért, az igazért, a haza üdvéért [...], oda kell törekednem, hogy halálomból is némi haszon származzék a szegény magyar hazára, amelynek egész életemben tevékenységemet szentelém [...] Családdal nem lévén megáldva, a magyar – közelebbről a székely – népet tekintem családomnak." A centenáriumi megemlékezők között van a lapokban megjelent írásaival P. Szentmártoni Kálmán, Sebesi Samu, Bányai János, Kiss Ernő. Ugyancsak ebből az alkalomból vetődik fel a vécsi helikoni találkozón A Székelyföld leírása újbóli kiadásának terve is.
Halálának 50. évfordulója újabb alkalom emlékének idézésére. Ekkor Tavaszy Sándor méltatja a Pásztortűzben és az Erdélyi Helikonban közölt esszéiben (utóbbi újra megjelenik az ESZC Erdélyi csillagok c. gyűjteményes kötetében /Kolozsvár, 1942/); Bányai János foglalkozik a geológus Orbán Balázzsal (1940), s néhány évvel később Kelemen Lajos közli egy ismeretlen levelét A Székelyföld leírásával kapcsolatban.
A helikoni írókörben felvetődött újbóli kiadási tervvel kapcsolatban hívta fel a figyelmet Kelemen Lajos arra, hogy Orbán Balázs birtokában A Székelyföld leírásának volt egy üres lapokkal egybeköttetett példánya, amelyre a szerző utólagos javításait, kiegészítéseit is rávezette (e példányok utótörténetét 1980-ban dr. Márkos Jenő foglalja majd össze). Magára a kiadásra azonban akkori körülményeink miatt gondolni sem lehetett. Orbán Balázs emlékezete mégis ösztönző példa lett az 1930-as évek romániai magyar falukutatása számára. Kacsó Sándor "a korszerű Orbán Balázs" megírását vélte szükségesnek, Jancsó Béla pedig, az Erdélyi Fiatalok vezéregyénisége ki is mondta: "Fel kell mérni az erdélyi magyarság helyzetét egy új és a mai viszonyoknak megfelelő monográfia elkészítésével." Ezt a munkát az Erdélyi Fiatalok, majd Venczel József személyében a Hitel körül tömörült ifjak vállalták fel, s folytatásaként az 1940-es évek elején az erdélyi magyar társadalomkutató diákok bálványosváraljai táborában alakult meg a jelképes Orbán Balázs Munkaközösség. A bálványosváraljai kezdeményezést évtizedekkel később felelevenítő Imreh István annak folytatásáról is tud: "A Bolyai Tudományegyetem [...] munkatervébe iktatta és elkezdte a terepen való tájékozódást az új székelyföldi monográfia munkálatainak megalapozására."

## A második világháború után
A második világháború után a romániai magyarság helyzetére és múltjára vonatkozó kutatások jó időre visszaszorultak "intézmény-emberek" egyszemélyes műhelyeibe; ők önmaguk igazolására is szívesen idézték Orbán Balázs alakját, aki a roppant nagy székelyföldi felmérést egyedül, faluról falura gyalogolva végezte el. 1956 táján már a nyilvánosság előtt is lehetett hivatkozni példájára: ifj. Kós Károly Orbán Balázs, a néprajzkutató címmel ír róla az 1957-es Kelemen Lajos-emlékkönyvben, s ugyanő az Állami Irodalmi és Művészeti Kiadó felkérésére előkészíti A Székelyföld leírása néprajzi részeinek szemelvényes kiadását, amelyhez a monumentális mű néprajzi mutatóját is összeállítja. A könyv megjelenését azonban az 1956-os magyarországi forradalom leverését követő megtorlás légkörében a cenzúra megakadályozta, s a néprajzi mutató is csak jó egy évtizeddel később láthatott napvilágot a sepsiszentgyörgyi múzeum évkönyvében (Aluta, 1969).
A tulajdonképpeni Orbán Balázs-reneszánsz az 1960-as évek végének átmenetileg ismét oldódó politikai légkörében, A Székelyföld leírása megjelenésének centenáriuma ürügyén következik el. Erről az évfordulóról s ennek kapcsán Orbán Balázs személyiségéről az egész romániai magyar sajtó megemlékezett: Mikó Imre – aki különben regényes életrajzot is ír a világjáró tudósról – a jelen szemszögéből kereste helyét és jelentőségét az erdélyi magyar kultúrában, Beke György és Fodor Sándor pedig egy időben indult el barangolásra, hogy 1968 nyarán egyik a Barcaságon, másik Csíkban és Udvarhelyen bejárja azon helyek nagy részét, ahol Orbán Balázs megfordult, összevetve a hajdani nagy vándor rögzítette valóságot a jelen állapotával. Így született meg Beke György, Fodor Sándor és Mikó Imre közös kötete, az Orbán Balázs nyomdokain (1969), a megújuló romániai magyar szociográfiai irodalom első jelentkezéseként. E kötet nyomában a romániai magyar sajtó behatóan foglalkozott az Orbán Balázs-örökséggel. A bukaresti Előre 1968. december 22-i számának két oldalát ennek a nagy hagyatéknak szentelte: Domokos Géza bevezetője után Benkő Samu a történész, Kós Károly a néprajz-, Kónya Ádám a földrajztudós, Beke György a riporter Orbán Balázs munkásságát rajzolta meg. Ez alkalommal a román lapok is megnyitották hasábjaikat az emlékezés előtt: a România Liberă hasábjain Beke György két ízben (1968. október 3.; november 24.) is foglalkozott alakjával, az Informaţia Harghitei ismertette Beke, Fodor és Mikó Imre közös könyvét (1969/525), s az ünnepi rendezvényeket (1969/523). Tervbe vettek egy szemelvényes kiadást is A Székelyföld leírásából, a Beke György és Szász Béla által a Tanulók Könyvtára számára összeállított kötet megjelenését azonban a cenzúra már nem engedélyezte.
Az évforduló hozta felszínre az Orbán Balázs-hagyaték egy elveszettnek hitt értékét: a szerzőnek A Székelyföld leírása anyaggyűjtése során készített 150 fényképfelvételét. A székelykeresztúri unitárius gimnázium könyvtárában megőrzött, majd az iskolák államosítása után Marosvásárhelyre került és ott Mészáros József könyvtáros által megtalált üveglemezeket Erdélyi Lajos fotóművész tette mai reprodukálásra alkalmassá és jelentette meg szakszerű tanulmány kíséretében, Sütő András előszavával (Székelyföld képekben. 1971). A fotótörténetileg is igen értékes anyagból később, újabban előkerült fényképekkel kiegészítve, szintén Erdélyi Lajos gondozásában jelent meg kötet (Orbán Balázs összes fényképei. Budapest, 1993).
Újabb alkalmat az Orbán Balázs-örökség számbavételére születésének 150. évfordulója kínált. Egyed Ákos tanulmányában (1979) – ebből az alkalomból – műveinek viszonylagos elzártságával magyarázta, hogy erről a nagy tudós személyiségről sem életében, sem halála után egyetlen szakmunkát sem írtak. Szerinte "... talán a kelleténél több bennük a kegyeletszerűség, a pietás, ami ugyan segíti emlékének ápolását, de abban akadályoz, hogy kritikailag értékeljük, s ezáltal közkinccsé tegyük". Sütő András figyelmeztet arra, hogy Orbán Balázst "nem pusztán a provincia ültette az emlékezet aranyszékébe", s alaptalan az a gyanú, hogy a szülőföldjén kibontakozott emlékápolás, az őt idéző helyi ünnepségek, versek, képzőművészeti alkotások, nem utolsósorban Szejkefürdőn lévő sírjának kiépítése népi kegyhellyé a székelyudvarhelyi diákság segédletével, mindez valamiféle helyi túlértékelés. Mert ennek a helyi kultusznak is egyetemesebb értelme van, amint Imreh István utal reá: "Az a mód, ahogyan egy nép becsüli az előidőkben érte cselekvőket, a szolgálattevőket, azokat, akik a köz dolgain munkálkodtak, az annak a jelzője is, hogy a történeti jelen időben mennyire érzi közösségnek önmagát."
Az évfordulónak dedikálva jelent meg a Korunk 1979-es "népismereti" évkönyve.
Az 1980-ra is áthúzódó évfordulón emlékét az Utunkban Imreh István, A Hétben Dávid László, a Könyvtár c. bukaresti folyóiratban Molnárné Hubbes Éva tanulmánya idézi. Ugyancsak A Hétben Ferenczi Géza és Ferenczi István Orbán Balázs régészeti kutatásainak eredményeit mérlegeli, Kisgyörgy Zoltán és Váró György a sokáig lappangó, Orbán Balázs által jegyzetelt példányok előkerüléséről ad hírt.
További lendületet adnak Orbán Balázs emlékezetének A Székelyföld leírásának új kiadásai. Elsőnek Illyés Elemér Kolozsvárról indult történész adja ki a teljes művet, méghozzá Orbán Balázs előkerült jegyzeteivel is kibővítve (Firenze-München, 1981), majd az Magyarországon is megjelenik két vaskos kötetben, Csatári Dániel bevezetőjével és jegyzeteivel (Budapest, 1982), s ugyancsak az ő gondozásában a Torda város és környéke is (Budapest, 1984). Az előbbiből egykötetes válogatás, az utóbbiból kétkötetes változat is készült a Pro Memoria c. sorozatban (Budapest, 1982. Kósa László utószavával; Budapest, 1986. Lászlóffy Aladár utószavával). Ez utóbbi kiadások az egyre fenyegetőbb határellenőrzés ellenére is több száz példányban jutottak el a romániai magyar olvasókhoz. Ugyanakkor néhány kisebb közleményben nyilvánosan is tovább él Orbán Balázs emléke: Sándor József Orbán Balázs Victor Hugónál tett látogatását idézi fel (Igaz Szó, 1981/11), Péterffy Gyula az egykori diák székelykeresztúri unitárius gimnáziumának tett alapítványát eleveníti fel (Keresztény Magvető, 1984/4); ismeretlen Orbán Balázs-levelet közöl az 1982-es Hargita Kalendárium, s ugyanaz 1985-ös kötetében Albert Dávid tanulmányát, Orbán Balázs iskoláiról címmel.

## 1989 után

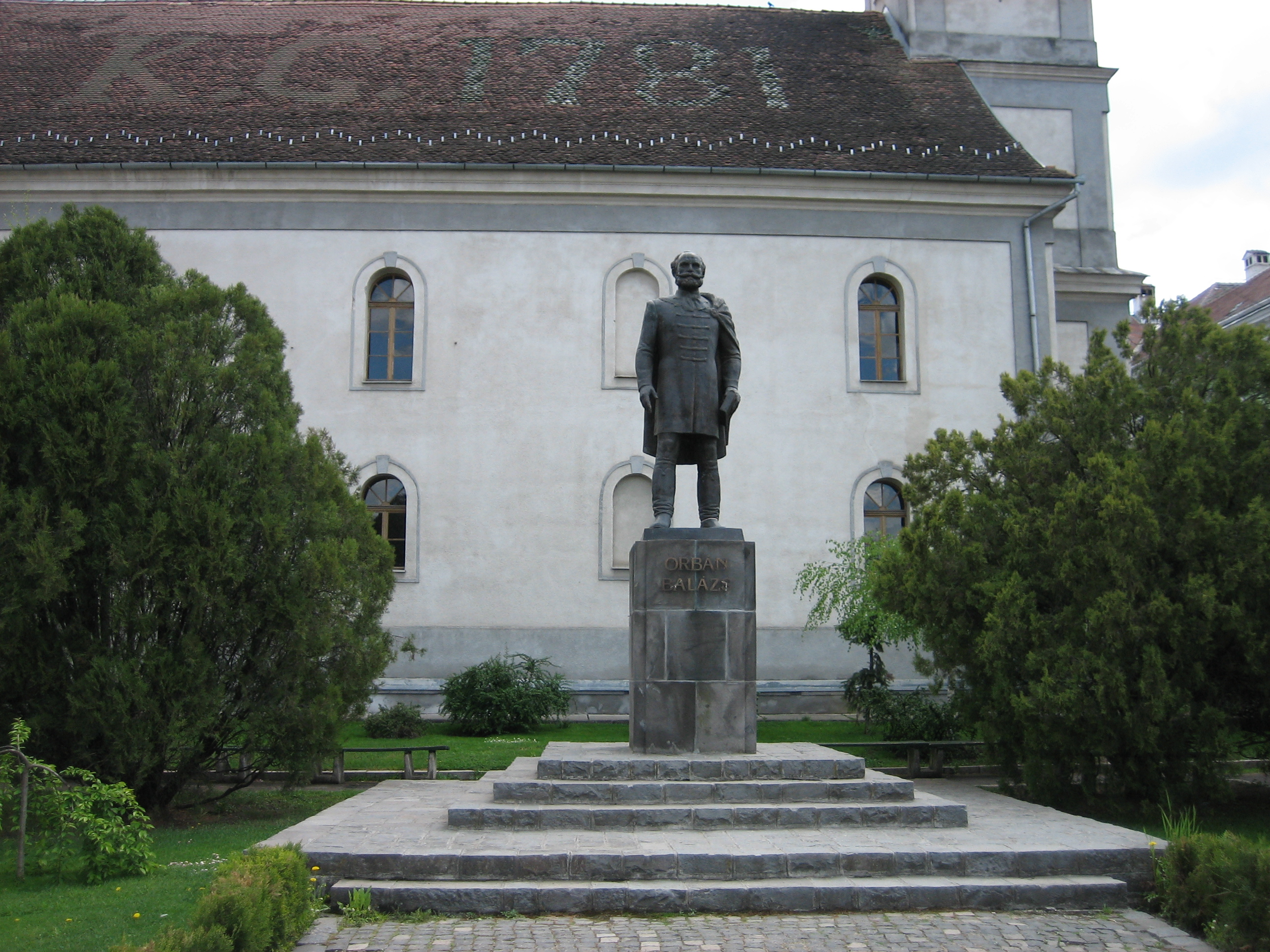
Orbán Balázs szobra Székelyudvarhelyen (felállítva 1995)

Az 1989-es romániai forradalom után Orbán Balázs emlékezetében is új fejezet kezdődik. A székelyudvarhelyi Közművelődési Egyesület felvette Orbán Balázs nevét, továbbiakban Orbán Balázs Közművelődési Egyesület néven működik.
Már az első évben elindítja A Székelyföld leírása füzetes kiadását a sepsiszentgyörgyi Európai Idő (ez a sorozat 1996-ban, a 26. füzettel zárul). Megjelenik a Sztambultól a Szejkéig c. válogatás írásaiból (1995), s ugyancsak 1995-ben (február 4-én) sor kerül Hunyadi László marosvásárhelyi művész pályázatnyertes Orbán Balázs-szobrának ünnepélyes leleplezésére Székelyudvarhelyen. (E kezdeményezés előzménye, hogy Hargita Nándor székelyudvarhelyi agyag- és faipari iskolai tanár már 1900-ban elkészít egy szobortervet, amelyet Székelykeresztúron szándékoztak felállítani.)
A szoboravatás alkalmából jelent meg Majla Sándor szerkesztésében az Orbán Balázs örökösei c. gyűjtemény Lászlóffy Aladárnak a "legnagyobb székely" történetfilozófiáját idéző és Tamás Tímeának Orbán Balázs háromszori újratemetése történetét is felelevenítő esszéjével. A könyv és maga az ünnepség egyben tanúság arról is, hogy Orbán Balázs műve nem csupán alkalomról alkalomra adódó ünnepi megemlékezések tárgya, hanem élő örökség.